# مسجد وتكية آلتي برماق
مسجد آلتي برماق من مساجد أربيل التاريخية الأثرية التي بنيت في عهد الدولة العثمانية، ولقد بناه الشيخ عبد الكريم بن عبد الكريم الحارث في عام 1271هـ/1850م، ويحتوي الجامع على تكية وتقام فيهِ صلاة الجمعة والجماعة، ثم توفي الشيخ عبد الكريم عن عمر ناهز 65 عاماً، وأشرف ولده الكبير الشيخ محي الدين على إدارة تكية والدهِ، ولقد بني المسجد في البداية من اللبن والطين، وكان موقع بابه الرئيسي يواجه القبلة، ويحتوي على غرفة كبيرة لأجل التعليم والتدريس يجلس فيها إمام المسجد، وفيهِ حوض ماء يصب فيهِ ماء كان أهل السوق يتوضؤون بهِ، ويذكر أن مكان المسجد أشتراه الرشيد أغا ابن ويسي أغا جد عطاول حيث هدم المبنى القديم وبنى مسجداً جديداً وكان حرم المسجد مستطيل الشكل أبعادهُ (10 في 15) متر وكان سقف الحرم يتكون من ثلاث قبب تستند على أقواس عريضة، أما المحراب فكان مبنياً من الجص، وفي عام 1383هـ/1962م، أعاد الحاج مصطفى النجار تعمير وبناء الجامع وفق مخطط حديث وجعل الباب في مواجهة الجنوب، ثم بنى حوض كبير من الكونكريت المسلح لخزن الماء وبنى حجرة لإمام المسجد وأخرى صغيرة عن يمين المسجد، وجعل أبعاد مصلى الحرم حوالي (10 في 11) متر ووضع فيهِ المحراب القديم ولم يهدمه.